# Colonne brisée (Naples)

La colonne brisée (ou colonne cassée) ou monument aux morts en mer est l'une des colonnes monumentales du centre historique de Naples, située piazza della Vittoria.